# Рдечий Брег (Ловренц-на-Похорю)
Рдечий Брег (словен. Rdeči Breg) — поселення в общині Ловренц-на-Похорю, Подравський регіон‎, Словенія.